# Manitou (firma)

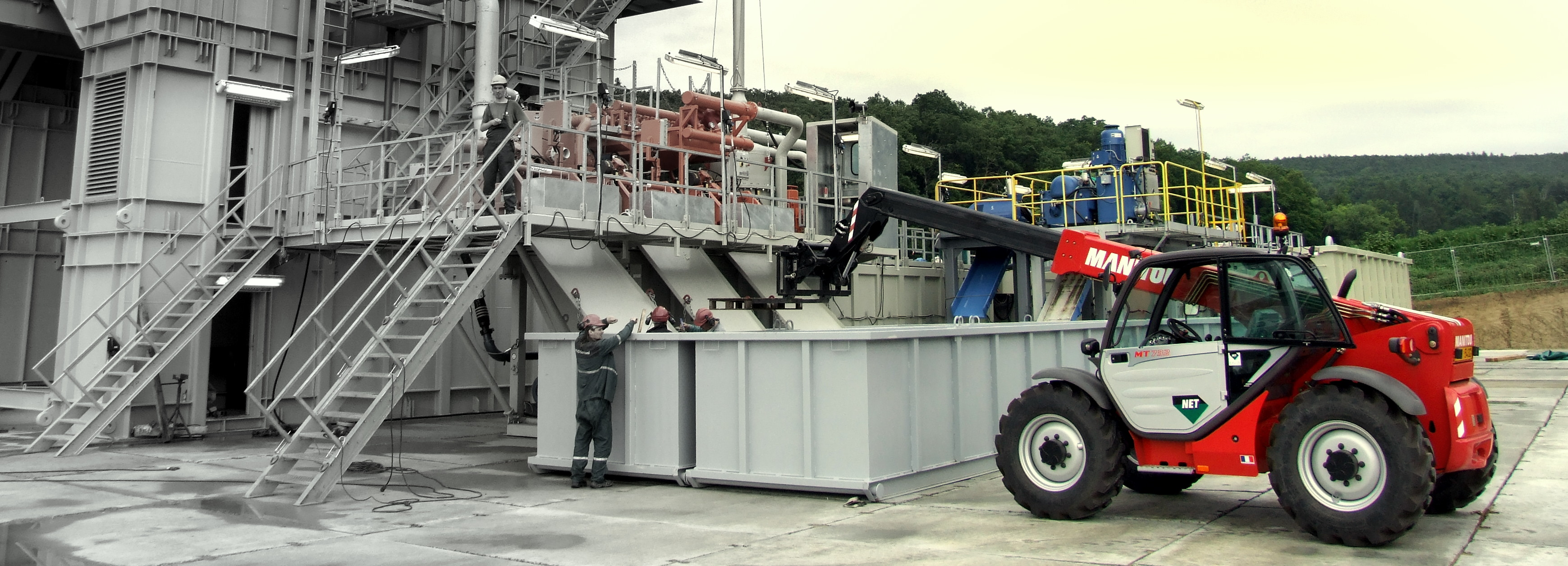
Teleskopický manipulátor Manitou MT 732, použití v průmyslu

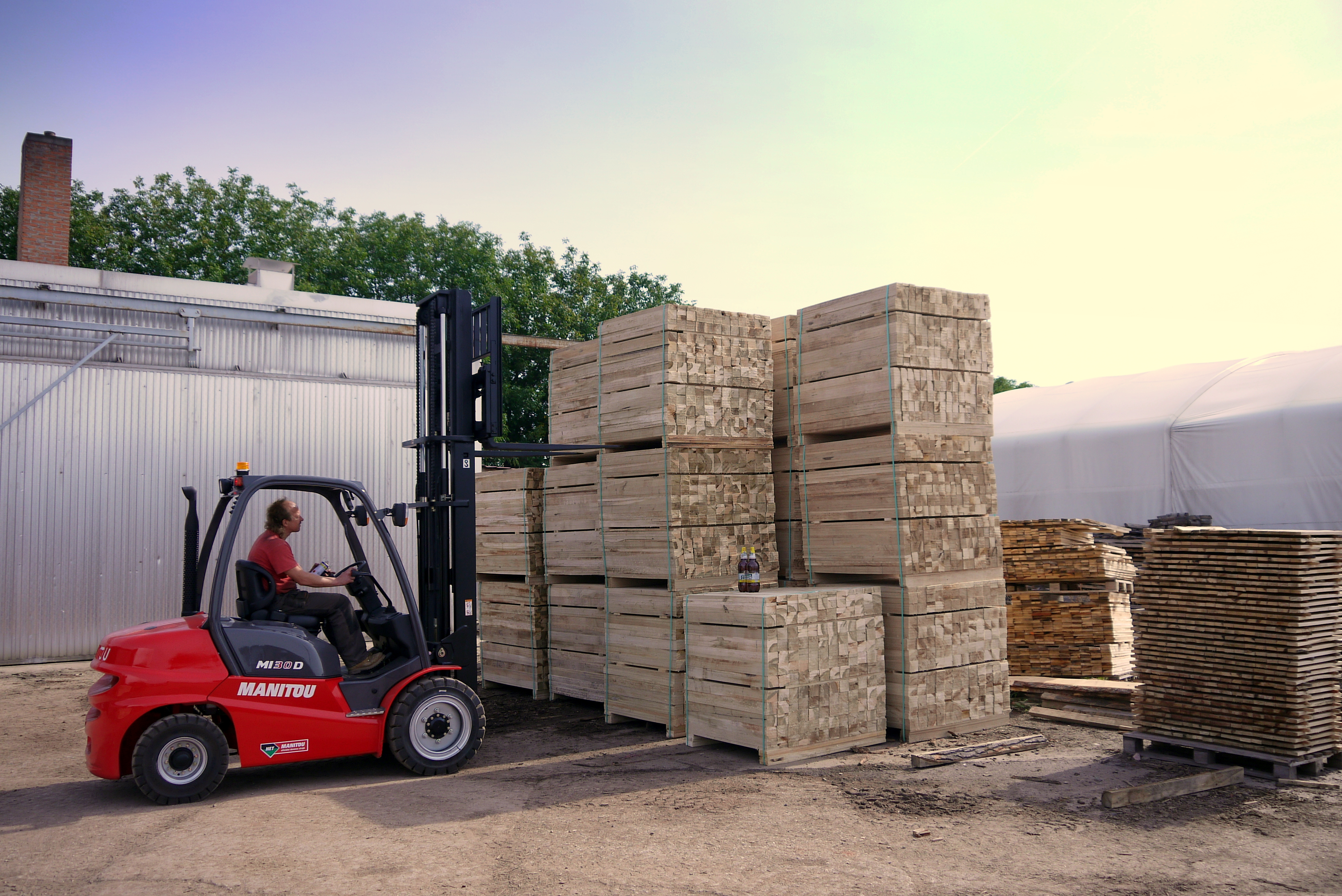
Vysokozdvižný vozík Manitou MI 30D, použití v dřevozpracujícím průmyslu

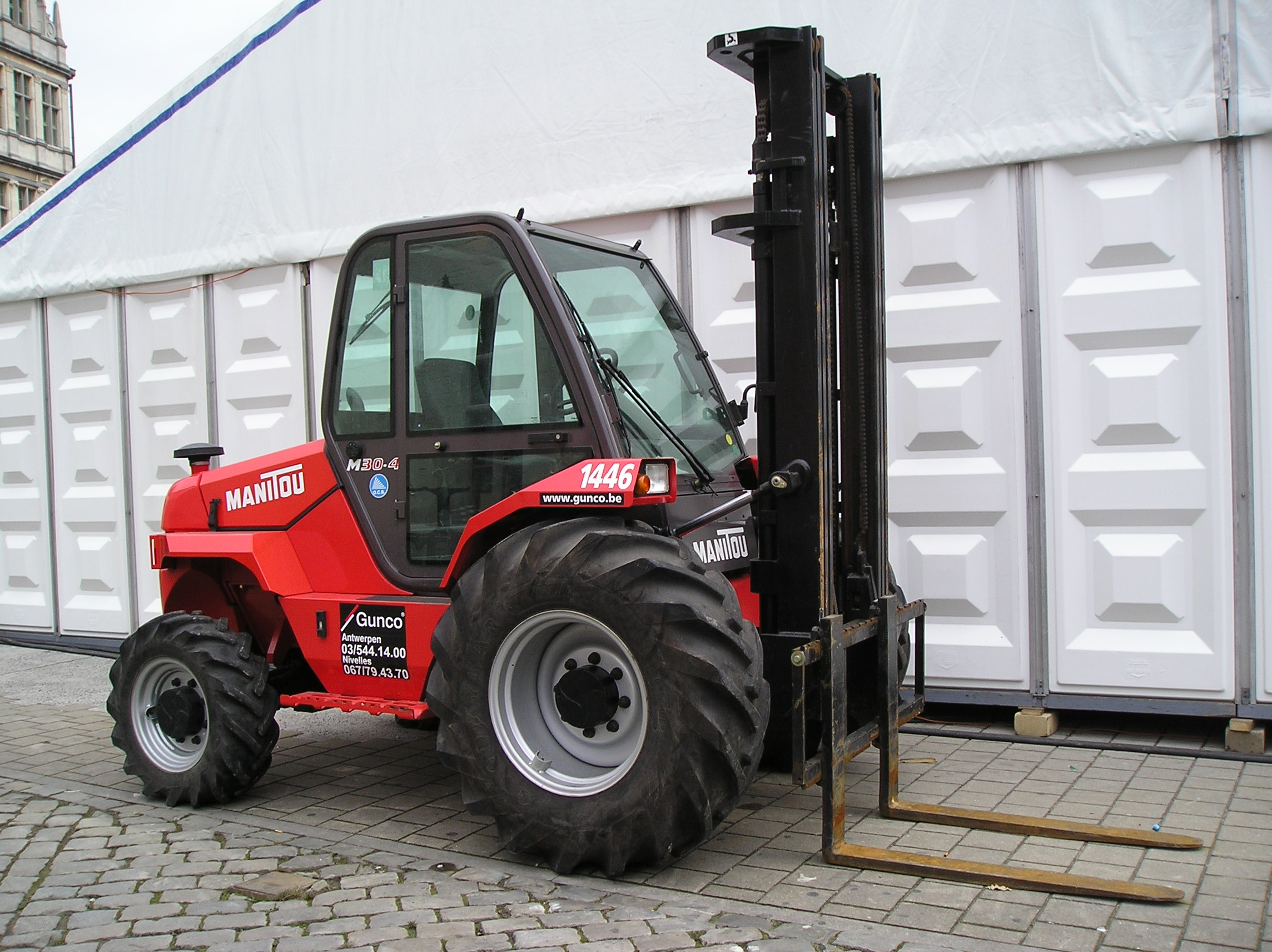
Terénní vysokozdvižný vozík Manitou M 30-4

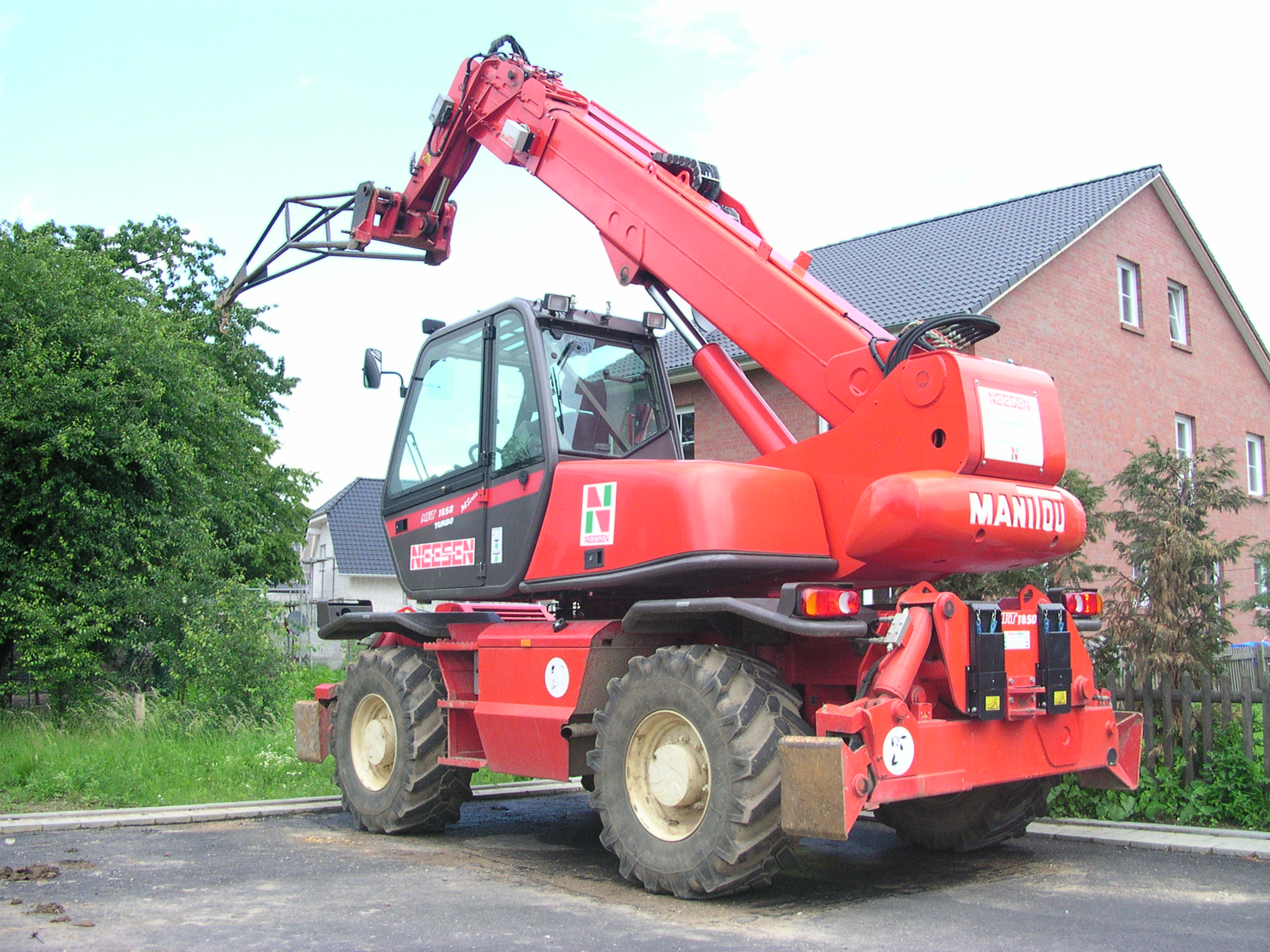
Teleskopiký manipulátor s otočí Manitou MRT 1850 M

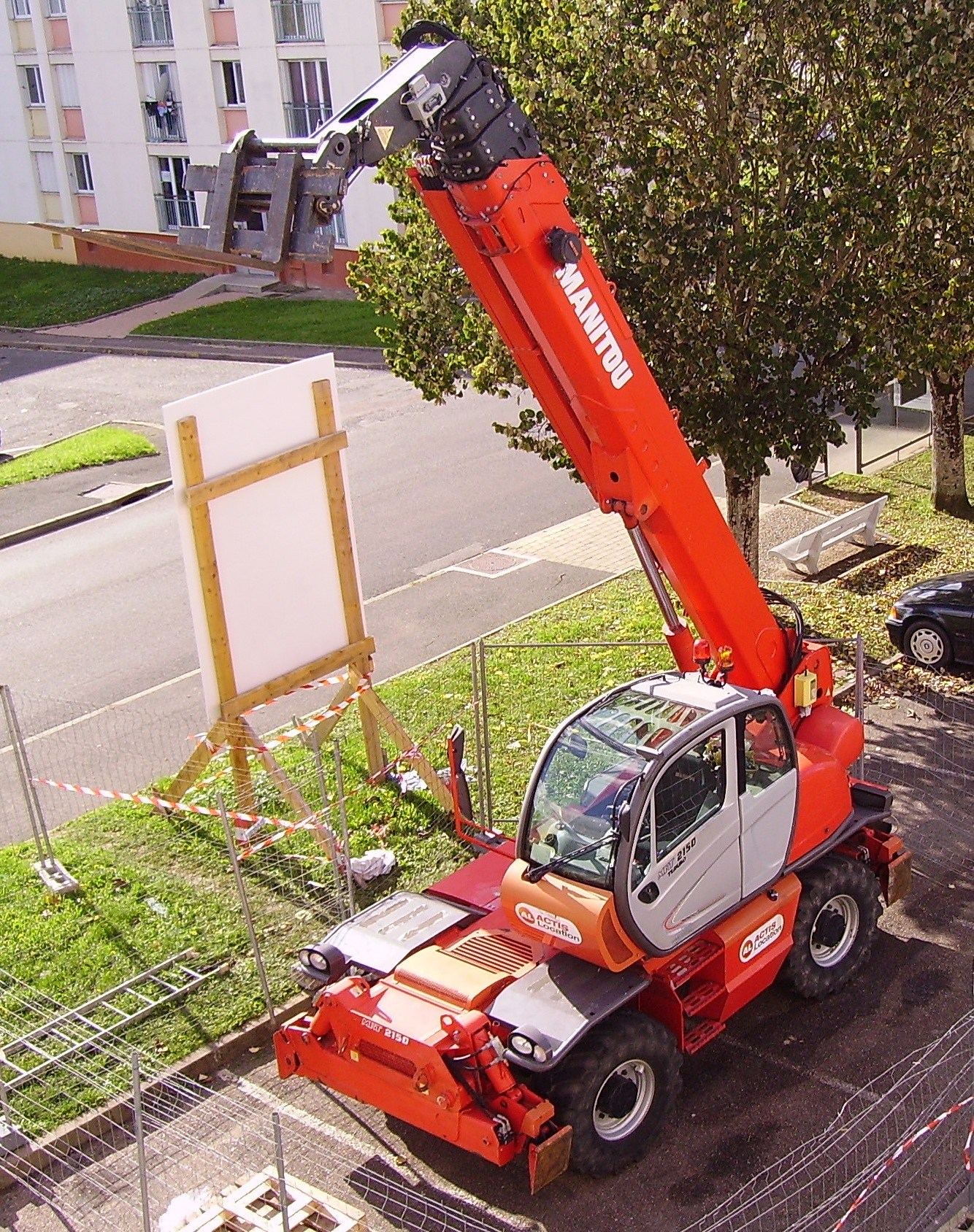
Otočný teleskopický manipulátor Manitou MRT 2150

Manitou je francouzský výrobce manipulační techniky. Důraz je kladen na stroje určené pro manipulaci v terénu, ale v posledních letech byl výrobní program rozšířen také o techniku pro průmyslové haly, sklady a zpevněné povrchy obecně.

## Historie
Společnost založil v Ancenis (Loire-Atlantique) v roce 1953 Marcel Braud jako Braud&Faucheux a zprvu vyráběla stavební stroje. Úspěch přinesla jeho myšlenka použít zemědělský traktor v obrácené pozici jako terénní vysokozdvižný vozík. Roku 1981 se přejmenovala na Manitou podle svého nejznámějšího výrobku.
- 1958 – představen první terénní vysokozdvižný vozík
- 1969 – prodáno 10 000 vozíků
- 1981 – představen první teleskopický manipulár Manitou
- 1989 – představen první teleskopický manipulátor pro zemědělství MLT
- 1995 – zahájení výroby pracovních samojízdných plošin
- 2004 – vyrobeno 200 000 strojů, navázání spolupráce s americkou společností GEHL – společnost GEHL se následně stala součástí firmy MANITOU.
- 2006 - roční obrat společnosti Manitou poprvé překročil hodnotu 1000000000.- EUR
- 2015 - vyrobeno 500 000 strojů Manitou, u příležitosti této významné události byl na trh uveden limitovaný model teleskopického manipulátoru Manitou MLT 735 500000
- 2019 - obrat společnosti přesáhl hranici 2 mld €
- 2022 - představena nová řada otočných manipulátorů MRT Vision a Vision+

## Výroba
Manitou je globální společnost, v roce 2008 měla 23 výrobních závodů v Evropě (Francie, Itálie), ve Spojených státech a v Číně. Manitou je světový leader v terénní manipulaci a zaměstnává asi 2500 osob.

## Výrobní řada
- MANITOU: průmyslové, poloprůmyslové a terénní vysokozdvižné vozíky
- MANISCOPIC: teleskopické manipulátory s nosností od 2 do 21 tun a dosahem 4–30 m
- MANITRANSIT: závěsné vysokozdvižné vozíky
- MANIACCESS: nůžkové, kloubovo-teleskopické a vertikální pracovní plošiny
- MANILEC: skladová technika

## Zastoupení v ČR
- Výhradní zastoupení pro průmysl a stavebnictví - NET spol. s r.o.
- Výhradní zastoupení pro zemědělství - Moreau Agri spol. s r.o.